# Ropica fuscobiplagiatipennis
Ropica fuscobiplagiatipennis är en skalbaggsart som beskrevs av Stefan von Breuning 1964. Ropica fuscobiplagiatipennis ingår i släktet Ropica och familjen långhorningar.
Artens utbredningsområde är Filippinerna. Inga underarter finns listade i Catalogue of Life.